# Hilda Cashmore

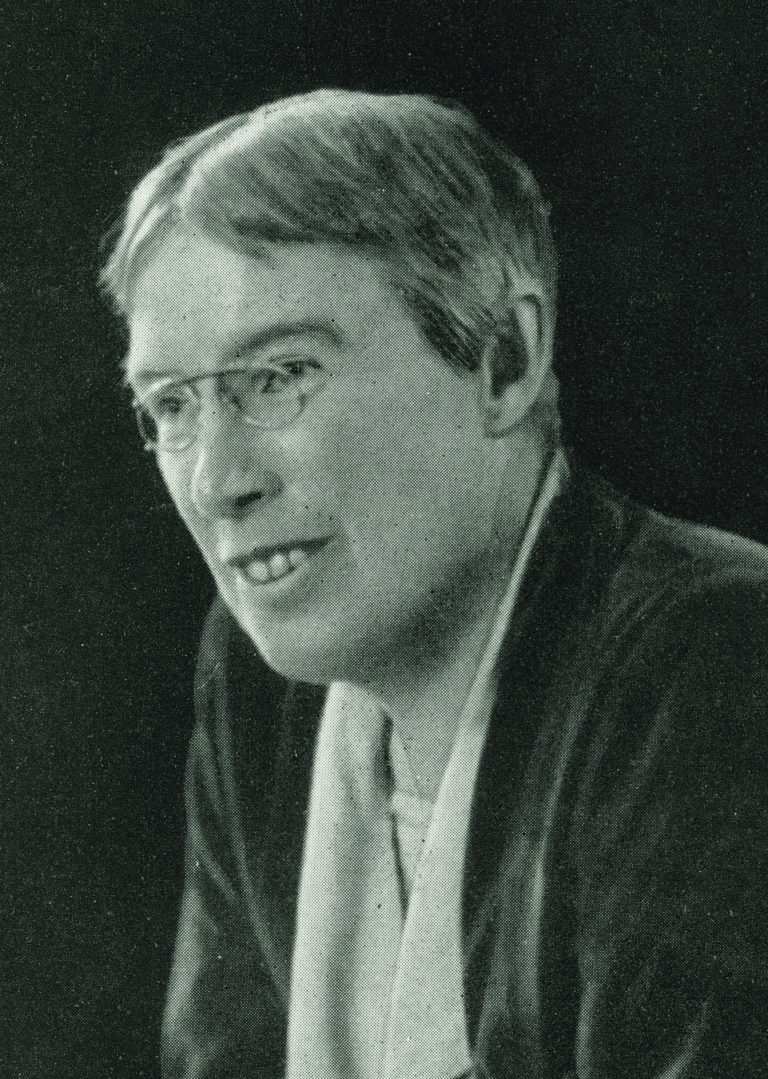
Hilda Cashmore

Hilda Cashmore (* 22. August 1876 in Norton Malreward, Vereinigtes Königreich; † 15. November 1943 in Woolwich, Vereinigtes Königreich) war eine britische Sozialarbeiterin und Hochschullehrerin. Sie gründete und war die erste Leiterin des Bristol University Settlement, des späteren Barton Hill Settlement, und war die erste Präsidentin der British Association of Residential Settlements.

## Leben und Werk
Cashmore war die fünfte von sechs Töchtern des Kaufmanns Samuel Cashmore und seiner Frau Mary Edmunds. Sie besuchte das Cheltenham Ladies College und studierte von 1899 bis 1902 moderne Geschichte am Somerville College in Oxford. Anschließend erwarb sie das Cambridge-Lehrerdiplom und arbeitete als Lehrerin am Chesterfield Pupil Teacher Centre. 1904 wurde sie Dozentin für Geschichte am Day Training College des University College Bristol.

## Bristol University Settlement und Leiterin des Manchester University Settlement
Cashmore interessierte sich für die Gründung einer Universitätssiedlung, eines Gebäudes, in dem Mitarbeiter und Studenten Bildungs- und Sozialeinrichtungen anbieten konnten. Gleichzeitig sollten die Studenten in Sozialarbeit ausgebildet werden.
Sie begeisterte ihre Studentinnen am Day Training College für Sozialarbeit und bis 1911 waren über hundert von ihnen in der Women's Guild for Social Service eingeschrieben. In diesem Jahr gestatteten ihr die Universitätsbehörden eine Studienreise zum Thema Sozialarbeit in den USA und Kanada, wo sie das Columbia University Settlement in New York und das North-Western University Settlement in Chicago besuchte. Sie gründete zusammen mit Marian Pease das Bristol University Settlement und nach ihrer Rückkehr nach England wurde sie die erste Leiterin des Bristol University Settlement in Barton Hill. Sie war Dozentin für Kommunalverwaltung und verantwortlich für die Aufsicht der praktischen Arbeit für das Bristol-Diplom in Sozialwissenschaften, einem universitären Ausbildungsgang für Sozialarbeiter. 
Während des Ersten Weltkriegs organisierte sie Hilfe während der Grippepandemie, versorgte Arbeiterfamilien während Streiks und nutzte sogar ihren Jahresurlaub, um an der Hilfsexpedition der Quäker für Kriegsopfer nach Frankreich 1914 und Polen 1920 teilzunehmen.
Als Cashmore 1926 zur Leiterin des Manchester University Settlement in Ancoats ernannt wurde, zog die Künstlerin Winifred Will mit ihr nach Manchester.
Sie war seit der Gründung 1920 Mitglied des Exekutivkomitees der British Association of Residential Settlements und wurde 1926 deren Präsidentin. Viele Jahre lang war sie aktives Mitglied in den Branchenverbänden der Tabak-, Korsett- und Spielwarenherstellung.

## Tätigkeiten in Frankreich, Polen und Indien
Cashmore war von November 1914 bis Mai 1915 Sekretärin der Hilfsmission der Gesellschaft der Freunde in Frankreich und arbeitete in Paris, Vitry-sur-Seine, Épernay und Châlons-sur-Marne. Während des Polnisch-Russischen Krieges 1920 arbeitete sie in Galizien in Polen mit dem Hilfskomitee der Freunde für Kriegsopfer als Mitglied eines Typhus-Teams. Anfang der 1930er Jahre schloss sie sich einer Gruppe an, die an einer Versöhnung zwischen der britischen Regierung und der indischen Nationalbewegung interessiert war. Infolgedessen besuchte sie 1932 Bombay, Delhi und Kalkutta und verbrachte auf ihren Reisen einige Zeit im Missionszentrum der Freunde in Itarsi in den Zentralprovinzen. Von 1934 bis 1938 gründete sie in Itarsi eine Siedlung, in die gebildete junge Inder und Engländer aus verschiedenen Teilen des Landes, die an sozialen Problemen interessiert waren, zum Studium und zur Meditation kommen konnten. Während ihres Indienaufenthaltes reiste sie unter anderem nach Karachi, wo sie 1934 auf der All India Women's Conference eine Rede hielt. In vielen Teilen Indiens hielt sie vor Lehrern und Sozialarbeitern Vorträge über Schulwesen, Nachbarschaftsschulen und Gemeindezentren.

## Nach 1938
Als sie nach 1938 wieder in Bristol lebte, war sie weiterhin in der Universitätssiedlung aktiv. Ab 1940 arbeitete sie für den Bristol Council for Refugees und organisierte die Arbeit des Non-Aryan Relief Committee des Bristol Council of Churches und des Jewish Relief Committee.
Sie war Mitglied des Bristol Committee des Friends Relief Service und von 1941 bis zu ihrem Tod Bezirksdienstleiterin des Women's Voluntary Service in Ost-Bristol.
Cashmore starb 1943 im Alter von 67 Jahren im British Hospital for Mothers and Babies in Woolwich, wo ihre Schwester Oberschwester war.
In Bristol bestand die Universitätssiedlung bis 1970 und wurde dann in eine Community Association umgewandelt.

## Ehrungen
In Barton Hill wurde das Cashmore House und der Kindergarten Cashmore Early Years Centre nach ihr benannt. 2023 wurde eine blaue Gedenktafel angebracht in der Ducie Road an dem Gebäude, das heute The Wellspring Settlement heißt.

## Veröffentlichungen
- Relief work in the Marne and the Meuse. London, 1915.